# Фишман, Яков Моисеевич
Яков Моисеевич Фишман (11 апреля 1887 — 12 июля 1961) — российский революционер и политический деятель, член ЦК партии левых эсеров, член ВЦИК. Советский разведчик и военный деятель,  (1936), генерал-майор технических войск (1955).

## Биография
Родился 11 апреля 1887 года в Одессе в еврейской семье, отец был бухгалтера пекарни. С 1904 года — член партии эсеров. В 1905 году окончил 2-ю Одесскую гимназию и поступил на физико-математический факультет Новороссийского университета.

### Дореволюционная деятельность
Осенью 1905 года бросил университет и уехал в Петербург. Вступил в Петербургский совет рабочих депутатов, стал руководителем боевой дружины рабочих Охтинского порохового завода. В декабре 1905 года депутаты Петербургского совета были арестованы, но Фишман избежал ареста и вернулся в Одессу, где официально работал учителем. Считался в партии эсеров опытным боевиком, ему была доверена организация убийства графа Э. И. Коновницына — главы Одесского Союза русского народа (члены союза терроризировали еврейское население Одессы). В 1906 году был арестован, но прямых улик против него не нашлось, и он был отпущен. После освобождения уехал в Москву, где был избран членом Московского комитета партии эсеров. В 1908 году во время партконференции был арестован и за принадлежность к террористической организации сослан в Туруханский край — проживал в Осиновке. Осенью 1908 года разразился бунт ссыльных, вскоре подавленный, Я. М. Фишмана обвинили в содействии бунтовщикам, арестовали и этапировали в Енисейск, где он год находился в тюрьме под следствием. В июне 1911 года сбежал из мест заключения в Китай, откуда затем морем добрался до Италии.
В Италии жил в Неаполе, в 1911 году поступил в Неаполитанский университет на химический факультет. В 1915 году окончил факультет, получил степень доктора естественных наук и поступил в Высшую магистерскую школу того же университета. Одновременно, три года он был ассистентом в Неаполитанской политехнической школе на кафедре промышленной химии и товароведения, специализировался по взрывчатым и отравляющим веществам. В апреле 1917 года окончил магистерскую школу, получил степень магистра химии и вернулся в Россию.

### Октябрьская Революция и Гражданская война
После возвращения в Россию вновь включился в революционную борьбу, стал одним из лидеров левого крыла партии эсеров (позднее — Партии левых эсеров), был избран депутатом Петроградского совета рабочих и солдатских депутатов (Петросовета) и членом Петроградского комитета партии эсеров. Летом 1917 года вступил в Красную гвардию, активно участвовал в Октябрьской революции — участник штурма Зимнего дворца. С декабря 1917 года — заместитель председателя Петроградского комитета партии левых эсеров и член ЦК партии левых эсеров, одновременно — заместитель председателя Комитета по борьбе с пьянством и погромами.
В феврале 1918 года вступил в РККА, стал членом Петроградского Всероссийского чрезвычайного штаба и членом бюро Комитета революционной обороны Петрограда, также избирался членом Всероссийского центрального исполнительного комитета (ВЦИК) 3-го и 4-го созывов, уполномоченным ЦК левых эсеров. После подписания Брестского мира отправился на Украину в составе южной делегации ЦК ПЛСР(и), имевшей целью агитацию за срыв Брестского мира и укрепление влияния левых эсеров в казачьих областях Дона, Кубани и на Украине. После этой поездки приехал в Москву, ставшую столицей, где был назначен главой боевой дружины ЦК левых эсеров. Один из организаторов убийства немецкого посла В. фон Мирбаха, лично изготовил бомбы для покушения. Участвовал в восстании левых эсеров, после провала которого заочно был приговорён к трём годам тюрьмы, так как бежал из Москвы на Украину.
С осени 1918 года член Украинской ЦК партии левых эсеров и Центрального штаба партизанских отрядов, в составе верных левым эсерам частей участвовал в боях с белогвардейцами генерала П. Н. Краснова и националистами С. В. Петлюры, принимал участие в боях под Харьковом. Нелегально неоднократно посещал Москву, участвовал в партийной деятельности. 19 июня 1919 года был арестован в Москве органами ВЧК, содержался в Бутырской тюрьме. В тюрьме изменил свои взгляды, вместе с группой левых эсеров подписал «Тезисы Центрального Комитета ПЛСР», где говорилось об общности взглядов левых эсеров и большевиков. В апреле 1920 года был досрочно освобождён и принят на службу в Наркомат внешней торговли на должность инженера-химика. 4 декабря 1920 года опубликовал в «Известиях» открытое письмо о выходе из партии левых эсеров, 10 декабря 1920 года вступил в ВКП(б).

### После гражданской войны
В декабре 1920 года был включён в состав советской экономической делегации в Италии, официально был заведующим экспортом, на деле был сотрудником Разведывательного управления (Разведупра) РККА, с 1921 года — военный атташе при полпредстве в Италии, жил в Риме, занимался покупкой секретных документов и образцов оружия. Ближайшим его помощником и референтом был Николай Зедделер. В 1922 году Я. М. Фишман был переведён военным атташе в Германию, где также занимался шпионажем. В августе 1925 года вернулся в СССР и был назначен начальником Военно-химического управления (ВОХИМУ) РККА, также возглавил Научно-технический химический комитет (Химком), созданный для координации с промышленностью опытно-конструкторских и научно-исследовательских работ. Одновременно с этим учился на Курсах усовершенствования начальствующего состава РККА, окончив их в 1928 году; с марта 1928 года — начальник Института химической обороны, также — с конца 1920-х годов — возглавлял секцию военно-химической обороны Осоавиахима.

### Арест, лагеря, ссылка
5 июня 1937 года был арестован по делу военно-эсеровского центра, почти три года находился под следствием, 30 мая 1940 года Военная коллегия Верховного суда СССР приговорила его к 10 годам ИТЛ. В заключении работал по специальности в Особом Техническом Бюро при НКВД, группа под его руководством разработала новую модель противогаза. В 1947 году был освобождён, назначен заведующим кафедрой химии Саратовского института механизации сельского хозяйства, с 1948 года — доцент кафедры химии Уманского сельскохозяйственного института. В апреле 1949 года был повторно арестован и полгода находился в тюрьме Киева, затем был сослан в Норильск, где назначен начальником участка, затем начальником лаборатории и заместителем начальника цеха Норильского горнометаллургического комбината.
В августе 1954 года освобождён, проживал в Енисейске, затем в Кимрах. 5 января 1955 года Военной коллегией Верховного Суда СССР его дело было пересмотрено, приговор в отношении него был отменён, дело прекращено за отсутствием состава преступления. 5 мая 1955 года был полностью реабилитирован, в августе 1955 года ему было присвоено звание генерал-майор технических войск, с сентября 1955 года — в отставке, в ноябре 1955 года был восстановлен в партии. В отставке — персональный пенсионер, проживал в Москве.
Умер 12 июля 1961 года в Москве.

## Публикации
- Газовая война. — М., 1924.
- Химическое оружие. — М., 1924.
- Воздушно-химическая оборона тыла. — М., 1928.
- Военно-химическое дело. — М.—Л., 1929.
- Военно-химическое дело в современной войне. — М.—Л., 1930.

## Звания
- Коринженер (20.11.1935)[9]

Арминженер
- Генерал-майор технических войск (1955)

## Награды
- Орден Красной Звезды — 1933